# Cinnamomum pittosporoides
Cinnamomum pittosporoides är en lagerväxtart som beskrevs av Hand.-mazz.. Cinnamomum pittosporoides ingår i släktet Cinnamomum och familjen lagerväxter. Inga underarter finns listade i Catalogue of Life.